# 龚自珍
龔自珍（1792年8月22日—1841年9月26日），字璱人，號定盦。曾字爾玉 ，曾更名易簡，字伯定，再更名為鞏祚，浙江杭州府仁和縣人，清朝中後期思想家、文學家。

## 生平

### 少年之幸
乾隆五十七年七月初五日（1792年8月22日）生於杭州城東馬坡巷小采園（今有紀念館於此），是龔家的長房長孫。六歲隨父母租居北京繩匠胡同、潘家河、門樓胡同、手帕胡同和城外上斜街等處。祖父病逝後與家人回杭州守孝。兩年後返京，租住北京法源寺南。啟蒙教育由母親承擔，教讀吳偉業詩和桐城派方苞、劉大櫆散文。後有家庭塾師宋璠，教學文史並重，經子兼顧，善誘導，打下很好的基礎。12歲隨外祖父段玉裁習說文解字。13歲秋，作《水仙华賦》。14歲考訂古今官制。16歲讀《四庫全書總目提要》，並由此搜羅善本古籍，致力目錄學。17歲收集石刻，攻金石文字。

### 科舉之艱
嘉慶十五年（1810年）庚午科順天鄉試，龔自珍中副榜第28名，未取得正式功名。只得以副榜貢生資格通過考試充武英殿校錄。對此龔自珍十分不滿。不久，他隨外調徽州府知府的父親南下。同年訪時在蘇州的外祖父段玉裁，與外祖父孫女段美貞（表妹）結婚。攜新婚妻子回杭州，遊西湖，寫下龔詞代表作之一《湘月》：

壬申夏泛舟西湖，述懷有賦。時予別杭州蓋十年矣。

天風吹我，墮湖山一角，果然清麗。曾是東華生小客，回首蒼茫無際。屠狗功名，雕龍文卷，豈是平生意？鄉親蘇小，定應笑我非計。

才見一抹斜陽，半堤春草，頓惹清愁起。羅襪音塵何處覓？渺渺予懷孤寄。怨去吹蕭，狂來說劍，兩樣消魂味。兩般春夢，櫓聲蕩入雲水。

嘉慶十八年（1813年）四月，龔自珍前往京城參與癸酉科順天鄉試，嘉慶二十一年（1816年）再次參與丙子科順天鄉試均落第。正當他深感失意時，又接到家中來信，新婚僅一年的段美貞，因病為庸醫誤診，已於當年七月間卒於徽州府署。雙重打擊，使龔自珍悲憤交集。他匆匆南還，見旅店牆壁上有"一騎南飛"的字樣，遂填寫詞一首，一瀉胸中鬱悶。嘉慶十八年（1813年）九月天理教農民起義。嘉慶十九年（1814年）著四篇《明良論》，提出改革主張。回徽州府後參與父親主持的《徽州府志》重修工作。
嘉慶二十年（1815年），續娶安慶府知府何裕均侄孫女何吉雲。何吉雲亦是大家閨秀，能詩善畫，尤其擅長書法。六月中，隨父親龔麗正全家共赴上海縣。
直到嘉慶二十三年（1818年），第四次應順天鄉試，即嘉慶帝六旬萬壽戊寅恩科，終於中第四名舉人。當時不過是二十七歲。第四名舉人是所謂“五經魁”之一，這使龔自珍大受鼓舞，以為科名從此一帆風順，可望置身於卿相之列，實現改革政治的理想了。
嘉慶二十四年（1819年）、二十五年（1820年），龔自珍兩次會試落榜。于是转而参加军机处考试，仍旧没有被录取。且其中有李姓官员作梗，使得希望更为渺茫，只能在国史馆充任校对官。值得说明的是，龚自珍本生祖父龚禔身、父亲龚丽正都在军机处担任过章京。滞留京城时龚自珍师从公羊学家刘逢禄。并试图从《公羊传》中汲取变法改革的灵感。然而，时人对他的志向颇有非议，道光元年（1821年），他与朋友闲谈时竟突然有人闯入，询问他们在谋划什么。道光二年（1822年），龚自珍家中失火，藏书罹难，大多烧毁。同年会试不第。道光六年（1826年），与魏源一同参加会试，再度失利，计已连续五次落榜，无法施展抱负，心情十分低落。有《秋心三首·其三》诗云：“我所思兮在何处？胸中灵气欲成云。槎通碧汉无多路，土蚀寒花又此坟。”
道光九年（1829年）己丑科三甲第十九名進士，授内阁中书，道光十五年（1835年）升宗人府主事，道光十七年（1837年）改礼部主事祠祭司行走、礼部主客司主事。道光十九年（1839年）辞官南归，四月二十三日出北京，五月十二日到达江苏清江浦，南下扬州、镇江，途经江阴、秀水、嘉兴，七月九日回到杭州，八月末到自己在崑山的羽琌别墅，九月复北上接妻儿，十二月回到崑山。这一年间，龚自珍在旅途中用鹅毛笔在账簿上写下己亥杂诗三百十五首。道光二十一年（1841年）八月十三日暴卒于江苏丹阳云阳书院（又名鸣凤书院）。

## 家族
先祖龔潮原籍浙江紹興府山陰縣，龔潮的祖父於永樂年間由山陰縣徙居餘姚縣，龔潮再由餘姚縣徙居仁和縣，世居於此數百年。高祖龔茂城、曾祖龔斌均布衣一生，曾經商，以品學皆優名聞鄉里，龔斌更有詩集《有不能草》傳世。祖父輩兄弟五人：龔敬身、龔藻身、龔禔身、龔理身、龔治身。前三人有文名，人稱“東城三龔”。龔自珍之父龔麗正實為龔禔身之次子，因龔敬身無子，過繼為龔敬身長房長子。所以龔自珍名義上的祖父是龔敬身。龔敬身也是由“商籍”“撥入仁和縣學附生”，開始科舉之路的。他于乾隆三十四年（1769年）中進士，歷任內閣中書、宗人府主事、吏部員外郎、禮部郎中等職，在京時曾參與《四庫全書》編纂，任繕書處分校官。乾隆四十八年（1783年）任雲南楚雄府知府四年多，頗有政績，得民之愛戴。乾隆五十二年（1787年）升迤南兵備道，丁父憂去職，不再出仕，著有《桂隱山房遺稿》，嘉慶六年（1801年）卒，紀曉嵐曾為其撰輓聯。
本生祖父龔禔身於乾隆三十四年（1769年）以舉人任內閣中書，並派軍機處。兩兄弟同時任京官，京中人曾有“二龔”之譽。乾隆四十一年（1776年）病故，著有《吟臞山房詩集》。
父龔麗正於乾隆六十年（1795年）中舉人，嘉慶元年（1796年）中進士，歷任禮部主事、員外郎、郎中，充軍機章京，出為徽州府知府，歷任安慶府知府、江蘇按察使、蘇松太道，道光五年（1825年）致仕歸里。著作包括《國語補注》、《三禮圖考》、《兩漢書質疑》、《楚辭名物考》等。娶古文字學和漢學大師段玉裁之女段馴為妻，這就是龔自珍的母親。段馴亦工詩，有詩集《綠華詠榭詩草》。
子龔橙。迫于生活困窘经由他人介绍在上海英国人办事处当任幕僚，晚年由于酒精與梅毒，不久病发而死。
自稱五世孫朱敬一，中华民国經濟學者。

## 文學
龚自珍學問淵博，涉及金石、目錄，泛及詩文、地理、經史百家。其為文縱橫，自成一格，有“龔派”之稱。晚年辭官南歸，後又北上接取家屬，於往返的途中，寫成了三百一十五首短詩，並總命名為《己亥雜詩》，是一生中思想的精華。其詩風瑰麗奇肆，今存800餘首，輯有《龔自珍全集》。己亥以前有诗凡二十七卷，已散佚。另有散文「病梅館記」最為膾炙人口。柳亚子称他为“三百年间第一流”。

## 學術
龔自珍自幼受到外祖父段玉裁的指導，奠定厚實的樸學基礎；後又面對社會變遷日劇，西方勢力侵入，轉而致力經世之務。
面對嘉道年間經濟衰敗，社會危機日益深重，他棄絕考據訓詁之學，轉而講求經世之務，志存改革，追求“更法”，在許多方面產生了有益的影響。他的思想為後來康有為等人提倡變法圖強開了先聲。

## 思想
在哲学上，持“性无善与不善”之说，反对孟子性善论和荀子性恶论；认为“自古及今，法无不改，势无不积，事例无不迁，风气无不移易”，强调万事万物都处于变化之中。

## 收藏
龚自珍多年收藏不辍，涉及古书、铜彝、印鉴、碑拓、字画等等，藏品极为丰富。其儿媳妇之弟陈元禄曾称“不可胜记”。《龚自珍全集》中记载的藏品就有：秦天禽四首镜、商尊、孝成庙鼎、召伯虎敦、姬大母鬲、有孔之大圭、赤蛟大砚、汉双鱼列泉洗、有丹砂翡翠色之古瓦、汉三十六字镜，高句丽花瓶、碧玉版蒙古牌、佛纽六朝印、马湘兰“惜花弄月”印，还有宋拓欧阳询皇甫诞碑、罗池庙碑、曹娥碑、汉敦煌太守裴岑纪功碑、宋拓洛神赋十三行、宋拓兰亭定武本以及明拓石鼓文、唐人双钩卫夫人残字卷、虞集隶书卷、管道山水卷、薛素素兰花卷等等。
他关于收藏研究的文章《说宗彝》、《说刻石》、《说碑》、《说印》等，颇多新解，金石学家吴昌绶有评语“精博绝特”。

## 交游

### 與林則徐
林則徐與龔自珍之父龔麗正是老朋友，曾于1822年同路進京、同日引見和召對，又同日南下，相處融洽，林則徐曾作詩為記，稱讚龔麗正：「一門華萼總聯芳」。而龔自珍本人和魏源都以漢學批宋學，主張改革而聞名，並稱“龔魏”。林則徐與魏源關係相當密切。林則徐赴廣東禁煙前，龔自珍贈文《送欽差大臣侯官林公序》，堅決要求剷除煙禍，並表示願意南遊參與其事。林則徐在途中回書作答。

## 擴展閱讀
- 《龚自珍年谱考略》 ISBN 7-100-03752-2